# Тас-Анна
Тас-Анна (якут. Таас-Анна) — село в Олёкминском районе Республики Саха (Якутия) России. Входит в состав Нерюктяйинского 1-й наслега.

## География
Село находится на расстоянии 47 км к западу от города Олёкминск, административного центра района.

## Население
| 2002 | 2010 | 2021 |
| ---- | ---- | ---- |
| 201  | ↘188 | ↘151 |

## Улицы
| - ул. Боруллолах, - ул. Горная, - ул. Еловая, | - ул. Мельничная, - ул. Сосновая, - ул. Энергетиков. |